# 台中馬禮遜美國學校
台中馬禮遜學校（英語：Morrison Academy Taichung）是1952年於臺中市北屯區創校的國際學校。原本是提供在臺灣傳教士子女預備升大學的基督教教會學校，卻吸引了許多臺中地區非傳教士子女前往就讀。畢業生大多前往北美念大學，因學生主要是來自傳教士家庭和到臺灣工作的外國人，所以來自許多不同的國家，但大部分的老師和學生來自美國和加拿大。目前已成為臺中市最大的國際學校，受中華民國法律規定，不具有外國護照者無法申請入學。目前在新北、高雄與嘉義（協同中學內設2-7年級）設有校區。

## 班級概況
學生
台中校區有大約480位同學。根據美國學校系統，分為國小部（幼稚園到五年級）、國中部（六到八年級）、高中部（九到十二年級）。傳教士子女和非傳教士子女的比例，大約在1:3左右。任何具備外國護照的學生都可申請入學，但必須通過標準英文能力的入學測驗。
大學先修課程
- 化學
- 生物
- 英美文學和寫作訓練
- 美國歷史
- 微積分

並提供代數方面的資優課程。

## 設施

### 校內
台中校區位於北屯區大約距台中車站二十分鐘的車程，校區內有以下的設備：
- 兩個停車場
- 三座足球場
- 兩座網球場
- 一個25公尺長的游泳池
- 一個400公尺跑道長的操場
- 有空調的體育館有樓上樓下兩個籃球場
- 圖書館
- 禮堂
- 電腦教室
- 大餐廳
- 科學館
- 教職員宿舍
- 學生宿舍：馬禮遜目前有五棟宿舍，由五對夫婦舍監各自管理。住宿學生包括9到12年級的同學。每一棟宿舍有一個大家共用的交誼廳。住宿生都在學校的餐廳用餐，還有一間很大的娛樂室，供所有住宿生交流娛樂，內有撞球桌，乒乓球桌等。
- 舉辦年度嘉年華會跳蚤市場和各類校園活動的廣場

### 鄰近環境
- 天主教衛道中學
- 臺中洲際棒球場
- 太原車站
- 民俗公園

## 交通
臺中市市區公車
| 路線 | 客運業者 | 上下車站     | 起迄                   | 經由                                                                             | 備註     |
| ---- | -------- | ------------ | ---------------------- | -------------------------------------------------------------------------------- | -------- |
| 8    | 台中客運 | 馬禮遜學校   | 逢甲大學－刑務所演武場 | 逢甲大學-僑光科大-馬禮遜學校-北屯-中科大-第二市場-臺中車站-臺中地院-刑務所演武場 | 每日25班 |
| 28   | 台中客運 | 四平松竹路口 | 四張犁圖書館-坪頂      | 四張犁圖書館-北屯公所-四平松竹路口-逢甲-僑光-朝馬-統聯轉運站-中港澄清-榮總-坪頂  | 每日25班 |

## 分校
- 新北市馬里遜美國學校：位於新北市林口區
- 馬禮遜嘉義衛星學校：位於嘉義縣民雄鄉嘉義縣私立協同高級中學內，招收1-8年級。
- 馬禮遜學校高雄分校

## 外部連結
- 台中馬禮遜美國學校網站 （页面存档备份，存于）